# Amédée VIII
Pour les articles homonymes, voir Amédée de Savoie.
Amédée VIII, dit « le Pacifique », né le 4 septembre 1383 au château de Chambéry et mort le 7 janvier 1451 à Genève, est comte de Savoie, duc de Chablais et d'Aoste, prince de Piémont, marquis en Italie (1391-1416), comte de Genève (1401), vicaire impérial (1398), puis duc de Savoie (1416-1440), et antipape sous le nom de Félix V (1439-1449). Il est le fils d’Amédée VII dit le comte Rouge et de Bonne de Berry.
Amédée VIII est considéré comme le plus sédentaire des souverains de la maison de Savoie et parvient à ce que jamais sous son règne il n'y eut de combat en Savoie, en plein cœur de la guerre de Cent Ans. Cependant, il emploie la force à plusieurs reprises, créant une armée de vingt mille hommes, souvent sollicitée. Ces soldats sont répartis en différents corps auxiliaires, que le duc envoie selon ses besoins dans le royaume de France, dans les cantons confédérés de la Suisse primitive, dans la péninsule italienne, dans le saint-Empire romain germanique, et même jusque dans l'empire byzantin. Mais cette puissance militaire ne lui a pas servi d'instrument de conquête. Elle était plutôt un soutien à son activité diplomatique, particulièrement intense. Ses ambassadeurs et courriers sillonnent pour lui toute l'Europe, de Londres à Budapest, Prague, Paris, Francfort, Naples…
Il est considéré comme l’un des principaux fondateurs des États de Savoie, grâce à l’érection du comté en duché le 19 février 1416 par l'empereur Sigismond en visite à Chambéry. Cette érection s'explique avant tout par l'aide apportée par la diplomatie de Savoie à l'empereur germanique pour résoudre le Grand Schisme d'Occident. Elle s'explique cependant aussi par l’acquisition par les États de Savoie du puissant comté indépendant de Genève en 1401 (sans Genève[source insuffisante], possession de l'évêque, mais avec Annecy, capitale politique et économique du comté). Amédée a su profiter de la mort du dernier comte de Genève, en 1394, et des intérêts politiques de l'héritier légal du comté, le récent gouverneur de Nice, à l'époque en disgrâce auprès de la Savoie, Odon de Villars. Ce dernier a en effet vendu le Genevois à la Savoie et obtenu son retour en grâce. Sous le règne d'Amédée, la Savoie a aussi bénéficié du retour de la principauté du Piémont, en 1418. Elle était jusqu'ici possédée en apanage par la branche cadette de Savoie-Piémont, et quand la descendance mâle de cette branche s'est éteinte, le Piémont est revenu dans le domaine personnel du comte de Savoie. En 1419, Amédée VIII obtient le rattachement définitif aux États de Savoie du Comté de Nice dont la dédition (sujétion volontaire reconnue par contrat)  datait de 1388.
En 1434, la convergence de plusieurs situations, échecs politiques, malheurs qui frappent sa famille, notamment la mort de sa femme quelques années auparavant, ainsi que sa foi, l'amène à prendre sa retraite à Ripaille. Cinq ans plus tard, il apprend que le concile de Bâle l'a élu pape. Malgré beaucoup d'hésitation, il accepte la charge et prend le nom de Félix V. Il s'engage à réformer l'Église, cependant l'ancien pape Eugène IV n'a pas démissionné et s'évertue à saper l'action de Félix V. Afin d'éviter le prolongement de ce schisme, Félix V démissionne laissant au nouveau pape Nicolas V la primauté et se retire dans ses terres de Savoie.
Ces différentes raisons font qu'Amédée de Savoie est vite surnommé le « Pacifique », comme son aïeul le comte Aymon (1329–1343). Æneas Sylvius Piccolomini, qui fut son secrétaire et le futur pape Pie II, le qualifie même de « Nouveau Salomon » ou « Salomon de son siècle »,, un arbitre « [manifestant] la vaine et habile sagesse de ce monde ».

## Jeunesse d'un prince devenu très tôt comte de Savoie

### Une éducation princière
Amédée naît le 4 septembre 1383 au château de Chambéry,. Il est le fils aîné du comte de Savoie Amédée VII, dit le comte rouge, et de Bonne de Berry,, dite « Madame la Jeune ». Celle-ci est la fille de Jean de France, duc de Berry, et également la nièce du roi de France Charles V. Deux sœurs naissent quelques années après, Bonne (1388 † 1432) et Jeanne (1392 † 1460). Il a également un demi-frère, Humbert (né vers 1377), dit le « Bâtard de Savoie », et une demi-sœur Jeanne (ou Jeannette), nés d'une liaison adultérine de son père,.
Il passe son enfance au château de Ripaille, où sa grand-mère, Bonne de Bourbon, surnommée « Madame la Grande », fait aménager une résidence. Elle est entourée d'une petite cour et elle accueille son fils Amédée VII qui participe à de grandes chasses sur le domaine de Ripaille.
La grand-mère du futur Amédée VIII se trouverait à l'origine de son goût pour la musique, tandis que sa mère l'initie aux manuscrits. Le jeune prince reçoit une éducation due à son rang, notamment sous la direction du prévôt de Lausanne, Jean de Bettens,. Il semble être « affligé d'un léger strabisme et bégayait un peu ». Jean de Grandville, le médecin de son père, s'était proposé de le guérir de ce défaut visuel.
Son père Amédée VII chute de cheval lors d'une partie de chasse, dans les environs de Ripaille : grièvement blessé, il meurt au château, des suites de ses blessures le jour des Morts de l'année 1391,. Mal soigné, le bruit court qu'il aurait été empoisonné, alors que l'on soupçonne plutôt aujourd'hui, une grave crise de tétanos. On dénonce l'incompétence de son médecin, Jean de Granville, et de son apothicaire Pierre de Lompnes.
Le jeune Amédée devient comte de Savoie, alors qu'il n'a que huit ans. Par son testament, le comte rouge laissait la tutelle de son héritier à sa mère, Bonne de Bourbon et non à son épouse, Bonne de Berry, ce qui provoque une vive opposition entre les deux princesses.
Des soupçons se font à l'encontre de Bonne de Bourbon et de son entourage par les proches de la comtesse Bonne de Berry. Jean de Granville avait en effet tenté de se réfugier auprès d'Othon de Grandson, protégé de la comtesse de Bourbon, mais il a été pris. Soumis à la torture, il accuse Bonne de Bourbon et Othon de Grandson. La situation de Madame la Grande devient sensible.

### Un début de régence difficile
Mineur, Amédée est soumis à la tutelle de sa grand-mère, Bonne de Bourbon,, sous l'autorité de son gouverneur, Odon de Villars.
Face aux suspicions d'empoisonnement, une véritable crise touche la régence de Bonne de Bourbon, pour les sept années à venir. Les deux princesses s'opposent,,. Elles sont chacune soutenues par leurs partisans à la cour de Savoie dans deux camps: l'un à Chambéry pour Bonne de Bourbon, l'autre à Montmélian pour Bonne de Berry. Elles sont aussi soutenues par leurs familles respectives, les Bourbon d'un côté et les Berry avec les Bourgogne de l'autre, auxquels s'ajoutent les membres de la famille de Savoie qui n'ont pas été mentionnés dans le testament, notamment le prince d'Achaïe, Amédée de Piémont,. Ce dernier souhaite jouer un rôle, devenant « le seul homme de la famille, il [est] aussi l'héritier présomptif du comté aussi longtemps qu'Amédée VIII n'aurait pas d'enfants ».
Le duc de Bourbon fait appel à l'arbitrage du roi de France, Charles VI. Le 8 mai 1393, le conseil royal de France trouve un compromis,. Le testament du défunt comte Amédée VII doit être respecté : le conseil de régence, sous l'autorité de Bonne de Bourbon, est désormais composé de douze conseillers choisis par moitié entre les deux partis, et l' on pousse Bonne de Berry à quitter Chambéry,. Écartée de la tutelle et même de l'éducation de son fils, elle se désiste de son douaire et quitte la Savoie. Bonne de Bourbon s'entoure des conseillers de justice de son défunt fils Amédée VII et continue une existence fastueuse et occupée dans ses belles résidences des lacs : Le Bourget, Chillon, Lausanne, Évian, Thonon, Ripaille. L'apothicaire est condamné à mort et Othon de Grandson à l'exil avec confiscation de l'ensemble de ses biens.
Le duc de Bourgogne Philippe, dit le Hardi profite de l'accord pour marier sa fille,. Ce projet d'alliance entre les deux principautés voisines est imaginée par le duc depuis la naissance de sa fille en 1386. Il est par ailleurs le frère du duc de Berry, donc proche de sa fille Bonne de Berry, et la soutient pour la régence.

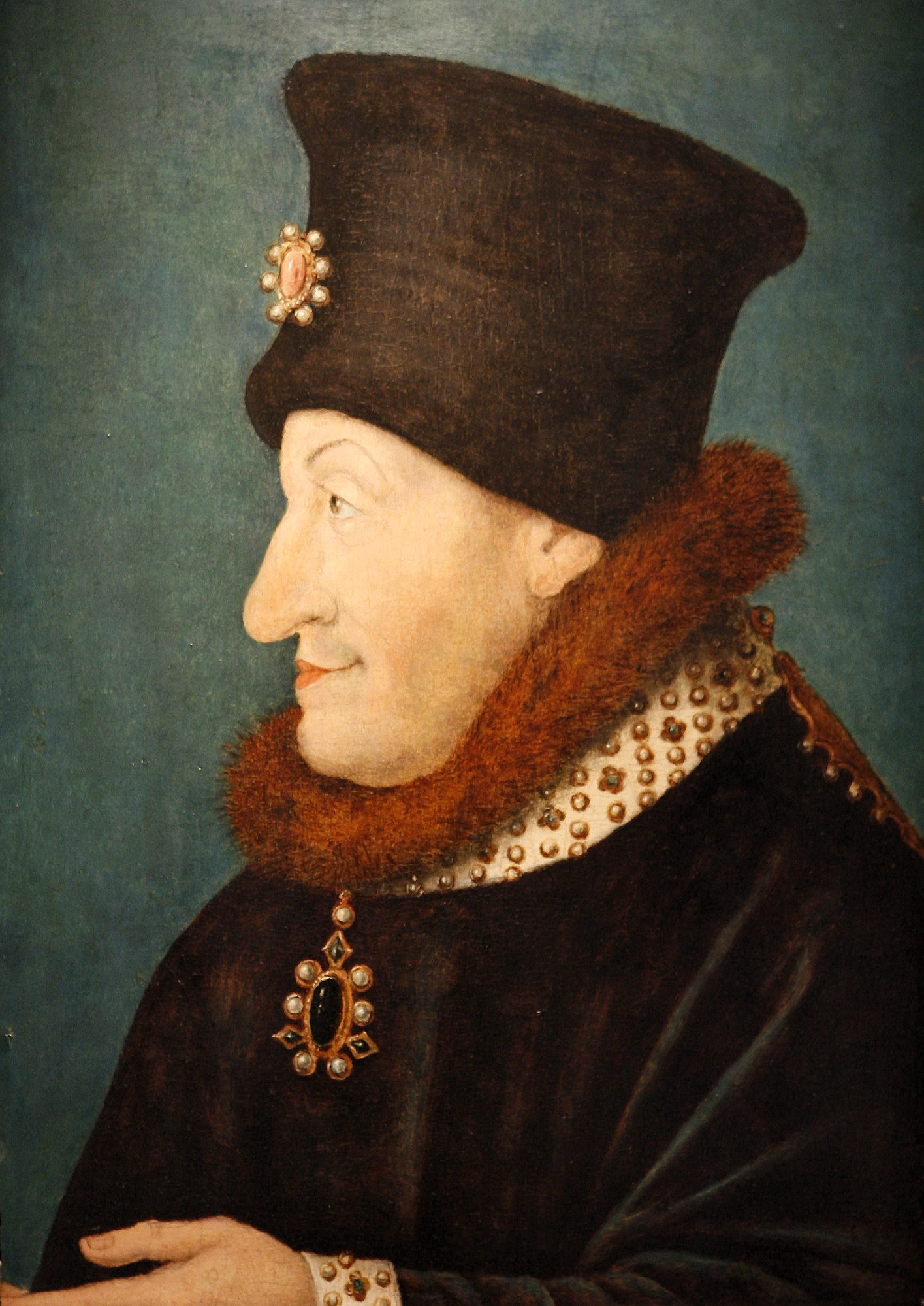
Portrait du duc de Bourgogne Philippe II le Hardi. École française, fin du XVIe siècle, musée des beaux-arts de Dijon.

Amédée, alors âgé de dix ans, épouse le 30 octobre 1393,, jour de la saint Michel,, à Chalon, Marie de Bourgogne, la fille de Philippe le Hardi, duc de Bourgogne et de Marguerite III de Flandre, qui a sept ans. Elle ne se rend auprès du comte que lorsqu'elle atteint 18 ans. Toutefois, il semble que le comte lui rendait de nombreuses visites,.

### Vers l'émancipation
Lors du mariage, le duc de Bourgogne élève Amédée au rang de chevalier. Cette action permet d'émanciper le jeune prince de la tutelle des deux comtesses ; il rentre alors dans le jeu politique de la Savoie. Par ailleurs, les ducs de Berry et de Bourgogne se sont accordés pour qu'Amédée malgré son jeune âge, « [agirait] désormais "comme s'il estoit de plein aige" et toutes les lettres seraient expédiées en son nom ». Bonne de Berry se remarie dès décembre avec Bernard VII d'Armagnac. Madame la Grande est convoquée à Lyon, en mai 1395, par les ducs de Berry, Bourbon et d'Orléans qui lui intiment de ne plus s'immiscer dans les affaires politiques de la Savoie. Comme le rappelle le médiéviste Bruno Galland « L'empoisonnement d'Amédée VII fournissait un prétexte idéal à tous ceux qui voulaient se débarrasser de la grande comtesse. ». Le conseil comtal est constitué, à la suite de l'ordonnance du 2 novembre 1393 des ducs de Bourgogne et de Bourbon, par Odon de Villars, qui s'occupe du gouvernement du comte, Aimon d'Aspremont, qui obtient la garde du jeune prince, le seigneur de Montjovet, Girard de Thury, ainsi que le chancelier Jean de Conflans.
Malgré la mise en place de ce conseil comtal, ce sont les deux ducs qui contrôlent la politique de la principauté de Savoie. Cette situation dure cinq ans. Toutefois les tensions au sein du conseil du royaume de France entre les ducs de Bourgogne et d'Orléans permettent au jeune comte l'obtention d'une émancipation. En effet, cette rivalité accapare l'attention de Philippe le Hardi, qui délaisse peu à peu les affaires de la Savoie. Le 2 juin 1398, le jeune comte se rend à Paris, ce qui lui permet d'assister aux dernières séances de l'assemblée du clergé du royaume à propos de la soustraction d'obédience ou non envers le pape Benoît XIII. Amédée, entre sa quinzième et dix-septième année, trouve le chemin de l'émancipation politique et commence à gouverner seul,. Cette année est marquée également par l'« obtention du vicariat impérial perpétuel » et donc par la reconnaissance de l'autonomie politique retrouvée de la Savoie.
Les historiens de La Savoie de l'an mil à la Réforme, XIe au début du XVIe siècle (1984) observent que face aux différentes épreuves endurées, le jeune prince développe un comportement « méditatif, voire taciturne et déjà diplomate ». Ils considèrent que cette propension à ménager les différents partis ait été un enseignement d'Odon de Villars, qui a su gérer avec les influences diverses sur la Savoie depuis 1393. Plus récemment, Bernard Demotz (2000) observe qu'Amédée est un prince « plus fragile physiquement, préférant la méditation pieuse ou politique à la chasse », que ses prédécesseurs, mais souligne qu'il leur ressemblera tout de même en ayant développé un « sens de l'État et surtout par une diplomatie qu'il dut sans cesse perfectionner ». L'arrivée de Marie de Bourgogne à partir de 1403 apportera « un nécessaire équilibre » à son époux.
La jeune comtesse, « passionnée de chasse », prend l'habitude de venir résider dans le nouveau château de Thonon, qu'elle a fait reconstruire « plus grand et plus confortable »,. Amédée, à partir de 1410, fera d'ailleurs défricher « l'emplacement du manoir de Bonne de Bourbon » et construire un prieuré dédié à saint Maurice.

## Un prince-diplomate

### L'alliance bourguignonne
L'alliance contractée par Amédée avec la Bourgogne l'engage dans la guerre que le duc Jean Sans Peur fait contre les révoltés de la province de Liège. Ces révoltés avaient pris les armes en grand nombre, et en 1408 le duc de Bourgogne lui-même part attaquer les révoltés aux portes de Liège. Longtemps après la mort de Philippe II, quand Philippe III devint duc de Bourgogne, Amédée fait passer huit cents de ses soldats (sous le commandement du sire de Salenove) au service de la Bourgogne, et il saisit toutes les occasions de réconcilier le duc de Bourgogne avec le roi de France. À la bataille de Hashain, la Bourgogne et la Savoie laissèrent plus de vingt mille Liégeois morts sur le champ de bataille. Le capitaine du corps savoyard, Amédée de Viry, se comporta ce jour-là si bien que le duc de Bourgogne décida de l'employer directement, lui et tous ses soldats.
En 1410, il envisage un pèlerinage à Jérusalem mais y renonce finalement, alors que deux galères sont affrétées. En effet, des émeutes agitent alors Paris, à la suite de l'opposition entre les partis ennemis, Armagnacs (auquel appartient le duc de Berry, grand-père maternel d'Amédée) et Bourguignons (dirigés par le duc de Bourgogne, beau-frère d'Amédée). Le comte de Savoie préfère se rendre avec ses soldats dans son hôtel de Gentilly, au sud de Paris, et participe à la signature du traité de Bicêtre, qui ramène temporairement le calme dans la ville et en France.
En 1412, Amédée et Jean de Bourgogne rassemblent à nouveau leurs soldats. Cette fois le dauphin de France envoie l'armée royale les soutenir contre leurs ennemis. Le parti des Armagnacs a en effet noué une alliance avec le roi Henri IV d'Angleterre pour affaiblir le parti des Bourguignons. L’Angleterre étant l'ennemi héréditaire, ses alliés sont automatiquement des ennemis de la France, et le vieux duc de Berry est donc assiégé dans sa ville de Bourges, jusque qu'à ce qu'Amédée convainque le dauphin que le duc de Bourgogne ne cherche qu'à affaiblir ses ennemis personnels en menant cette guerre, et que le bien du royaume demande de réintégrer les Armagnacs.
En 1430, Philippe III de Bourgogne et son allié Amédée font traverser le Rhône à leurs troupes et envahissent le Dauphiné avec leurs troupes. Bien qu'ils puissent compter sur les garnisons du prince d'Orange dans divers châteaux du Dauphiné, leur méconnaissance du pays les fait tomber à Anthon dans l'embuscade tendue par les troupes françaises, qui ont recruté pour l'occasion Rodrigue de Villandrando, un chef mercenaire surnommé l'empereur des brigands. Les Orangistes sont massacrés, et des dizaines de chevaliers bourguignons et savoyards sont faits prisonniers. Les ducs ne sont pas présents physiquement et le prince d'Orange, vicaire de l'empereur en Bourgogne, ancien capitaine de la reine de France Isabeau de Bavière, et membre éminent du parti des Bourguignons, parvient à fuir les Dauphinois en franchissant le Rhône.
En 1431, Antoine de Vaudémont, candidat malheureux à la couronne de Lorraine, envahit avec ses troupes les terres qu'il revendique. Il est soutenu par les troupes de Philippe de Bourgogne et par conséquent par celles d'Amédée de Savoie. Les alliés remportent sur le nouveau duc de Lorraine, René d'Anjou, une éclatante victoire à la bataille de Bulgnéville. Si elle ne suffit pas au comte de Vaudémont pour accéder lui-même à la couronne ducale, elle autorise son petit-fils à y accéder, trente ans plus tard. Les capitaines savoyards sont Humbert de Meximieux et François de la Palu.
En 1435, alors que le duc Philippe III de Bourgogne cherche à prendre ses distances avec ses alliés anglais, Amédée, son oncle, sert de médiateur entre Français, Anglais et Bourguignons, dans une conférence à laquelle participent quasiment tous les royaumes concernés par la guerre de Cent Ans (France et Angleterre, mais aussi Aragon, Castille, Portugal, Écosse, et même des pays d'Europe centrale et orientale, comme le Saint-Empire romain germanique et la Pologne). Le traité d'Arras est signé à la suite de cette conférence, et marque un tournant dans la guerre, en isolant les Anglais et en mettant fin à la guerre civile entre Armagnacs et Bourguignons.

### Érection du comté en duché (1416)

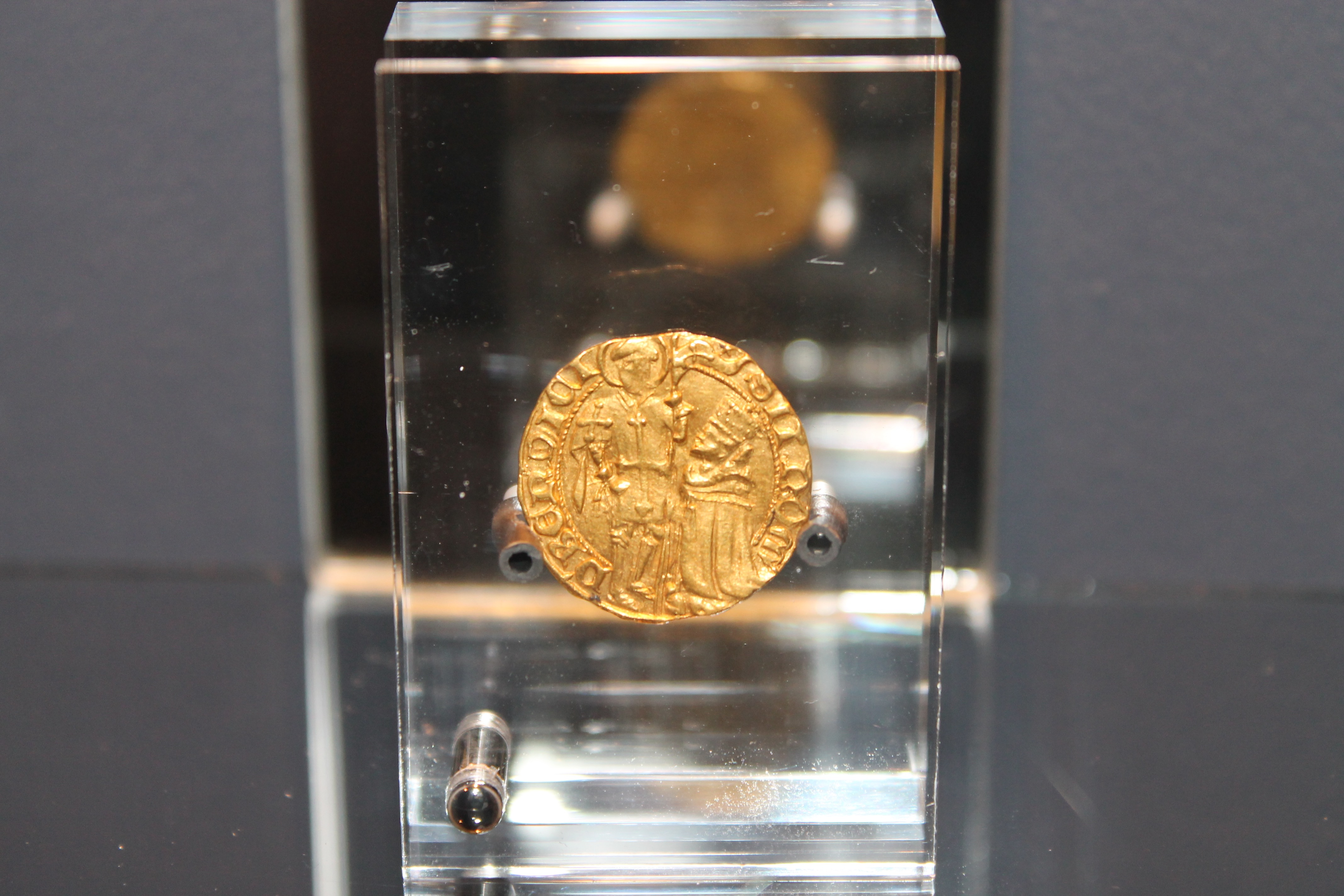
Ducat d'or (1430, Musée monétaire, Lausanne), frappé pour célébrer l'érection du comté en Duché. Amédée, vêtu du manteau et du bonnet ducal, est agenouillé devant saint Maurice, le saint patron de la Savoie.

Le 19 février 1416, l'empereur Sigismond Ier érige le comté de Savoie en duché. Cette élévation offre, enfin, une autonomie politique sans précédent à la principauté de Savoie. Il s'agit d'une récompense de la fidélité au parti de l'empereur par la maison de Savoie.
La cérémonie se déroule au château de Chambéry en présence des cours allemande et savoyarde.

## Accroissement de la formation de la principauté de Savoie

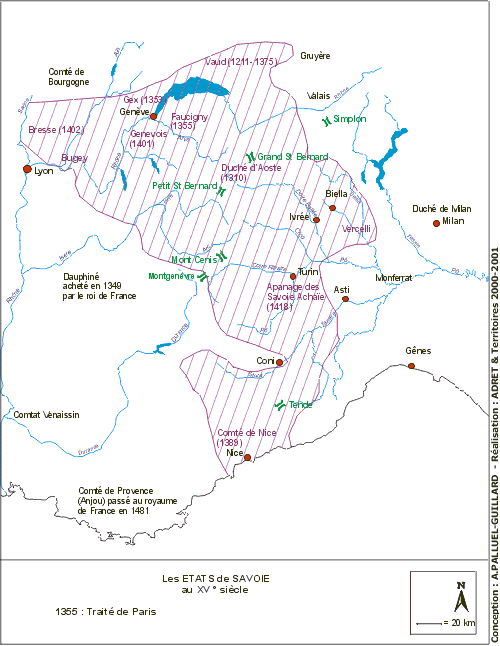
Carte duché de Savoie au XVe siècle.

En ce début du XVe siècle, peu avant l'érection du comté en duché, les terres du comté de Savoie sont constituées d'environ 175 châtellenies organisées en treize bailliages ou équivalents,. Le comte Amédée cherche donc à donner une cohérence à cet ensemble, qui va des préalpes fribourgeoises aux rives de la Méditerranée, depuis la dédition de Nice en 1388, et surtout à résorber les enclaves en son sein.

### Acquisition du comté de Genève

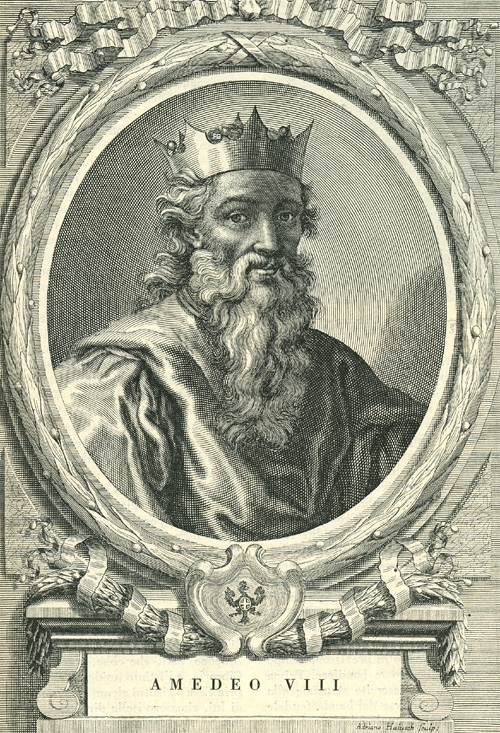
Portrait d'Amédée VIII.

Le comté de Genève et ses seigneurs est depuis le XIe siècle l'une des puissances rivales de la maison de Savoie. Après un long conflit qui oppose les deux maisons au cours des XIIIe et XIVe siècles, les comtes de Genève se reconnaissent vassaux des comtes de Savoie, mais tout en maintenant indépendant leur seigneurie. Amédée cherche à réunir ce territoire et surtout sa cité, Genève, aux terres comtales de Savoie.
Le dernier comte de Genève, Robert, meurt, sans héritier, en 1394. Son cousin, Humbert de Villars, de la famille de Thoire et Villars, hérite des biens et du titre. La succession agite les différents prétendants. Le comte Amédée VIII intervient en tant que suzerain pour le règlement de la question en plaçant le comté sous son autorité et en organisant un procès de succession. Avant la fin du procès, en 1400, Humbert de Thoire meurt et lègue le titre à son oncle Odon de Villars. Odon de Villars, dernier membre de sa famille, sans descendant, semble ne pas vouloir de cet héritage encombrant.
Le 5 août 1401, Odon de Villars vend le comté à Amédée pour 45 000 livres d'or et quelques terres en Valromey,,. Cette obtention n'est définitivement réglée qu'en 1424, à la suite de contestations de cette vente,,. Par ailleurs, la ville de Genève reste entre les mains de l'évêque.

### Achat des droits du dernier héritier de Thoire-Villars
Il obtient au cours de cette période, en octobre 1402, en échange de la somme de 30 000 livres tournois, l'ensemble des droits sur les seigneuries du Bugey et de la Bresse — les villes et châteaux de Villars, Loyes, Poncin, Cerdon, Montreal, Arbent, Matafelon, Beauvoir et plus généralement tout ce qu'il y avait en deçà de la Saône, à l'exception des seigneuries de Rossillon et de Montdidier — du dernier seigneur de Thoire-Villars, Humbert VII,,. Il s'agissait pour le comte de Savoie d'éviter que ces terres ne tombent sous l'influence des Bourbons,. Il n'obtient définitivement ces terres qu'à partir du 13 septembre 1414.

### Le voisinage avec les Suisses
Depuis quelque temps, la ville de Berne gagne en puissance. En 1401, elle signe un traité de combourgeoisie avec sa voisine, la ville de Gessenay ou Saanen, dans le comté de Gruyère, dont les seigneurs sont vassaux de la maison de Savoie. Gessenay par cet accord rompt cette alliance. Amédée ordonne alors à ses soldats d'aller châtier les habitants de Gessenay. Ces derniers font appel aux gens de Berne, qui prennent les armes. La guerre est sur le point d'éclater, quand l'évêque de Lausanne convainc Amédée de rappeler ses troupes et de laisser Gessenay et Berne s'allier. Amédée comprend l'avantage qu'il y a à être l'allié de Berne : il autorise la combourgeoisie entre les deux villes si elles s'allient toutes les deux avec lui, et la crise s'éteint[réf. nécessaire].
En 1406, la guerre éclate entre les confédérés des cantons d'Uri et d'Unterwald et leur voisin milanais. Les Suisses envahissent une vallée milanaise, et plutôt que de défendre sa frontière contre eux, le duc de Milan vend à Amédée la vallée voisine d'Ossola, sur laquelle la Savoie a des prétentions, et nécessaire aux confédérés pour envahir Milan. L'empereur reconnaît l'acquisition de cette possession en 1412. Les Suisses perdent alors l'envie de faire la guerre, et rentrent chez eux, laissant à Amédée les terres qu'ils ont envahies, en plus de celles qu'il avait déjà reçues de Milan. Il n'a pourtant pas vraiment pris les armes, mais sa puissance est connue, d'autant plus qu'il peut compter sur l'aide des cantons de Berne et de Fribourg.
En 1417, des troubles opposent les montagnards du Haut-Valais et l'évêque de Sion. L'évêque fait appel à Amédée, mais la situation dégénère. Amédée s'allie alors formellement avec Milan et envoie ses troupes, tandis que Milan envoie les siennes. Les confédérés, de leur côté, soutiennent les Haut-Valaisans et remportent les premiers succès. Mais quand Berne parvient à triompher de l'Autriche, elle se joint à la guerre aux côtés de Sion et de la Savoie. Les Haut-Valaisans sont écrasés, et les autres cantons acceptent de négocier. Amédée fait signer à tous les belligérants la paix d'Évian du 8 février 1420.

### Les interventions en Italie
Déjà du temps du comte précédent, Amédée VII, la Savoie s'est opposée militairement au marquis Théodore II de Montferrat, descendant de l'empereur byzantin Andronic II Paléologue et allié (plus ou moins volontaire) du duc de Milan. En 1396, les troubles reprennent, à cause d'un problème de reconnaissance de frontière entre le Piémont savoyard et le Montferrat, qui est lui indépendant. La compagnie mercenaire du condottiere Facino Cane, au service de Théodore, envahit le Piémont. Louis de Savoie, beau-frère d'Amédée et héritier du Piémont, prend à sa solde, avec l'aide de la Savoie, des mercenaires français, et parvient à repousser Cane et à s'emparer de plusieurs villes du Montferrat. Ces villes sont laissées au Piémont dans le traité de paix, malgré la médiation des Milanais. Elles passent sous l'autorité directe d'Amédée VIII en 1418, quand Louis, qui est devenu seigneur du Piémont en 1403 et a épousé la sœur d'Amédée la même année, mais n'a pas de fils, lègue dans son testament l'intégralité de ses terres au duc de Savoie.
En 1427, alliée (notamment) à Venise et Florence pour empêcher Milan de contrôler toute l'Italie du Nord, la Savoie rassemble une grande armée (14 000 hommes), et menace la capitale adverse. Le duc de Milan, Philippe-Marie Visconti, dont les troupes ont été repoussées par les Vénitiens, décide alors de faire sortir la Savoie de l'alliance formée contre lui, dans l'espoir de pouvoir plus facilement faire la paix ensuite avec les autres. Il accepte de donner des terres à Amédée (la province de Verceil, qui est située à l'exact mi-chemin entre Turin et Milan), et épouse la fille aînée d'Amédée, Marie.
En 1431, à la demande de l'empereur Sigismond et poussé par son nouveau gendre, Philippe-Marie, Amédée VIII envoie son fils aîné Amédée, héritier du duché de Savoie, combattre contre Venise. Venise ne faisait pas partie du Saint-Empire romain germanique, contrairement à Milan et à la Savoie, et l'empereur n'acceptait pas que des terres lui soient enlevées. De plus, Venise se sent assez puissante, grâce à la faiblesse de Milan, pour tenter de s'emparer de l'Italie du Nord. L'armée de l'empereur envahit le Frioul (partie est de la république de Venise), et les Milanais battent les Vénitiens sur le Pô, capturant la quasi-totalité de la flotte vénitienne envoyée sur le fleuve. Les Vénitiens envoient cependant une autre flotte devant le port de Gênes et remportent cette fois la victoire. Le jeune Amédée participa aux combats sur le territoire de la république de Gênes, et il y trouva la mort. Cet événement suffit à ramener la Savoie dans une neutralité scrupuleuse.
En 1432, le marquisat de Montferrat accepte la suzeraineté d'Amédée de Savoie sur ses terres situées au Nord du Pô. C'est encore une des conséquences de la guerre entre Milan et Venise. Milan, soutenue désormais par l'empereur, et ami de la Savoie, a pu stopper les Vénitiens à l'est, et le condottiere Francesco Sforza a ensuite envahi le Montferrat, allié des Vénitiens. Après avoir perdu la plupart de ses possessions, le marquis Jean Jacques de Montferrat (fils de Théodore II) se décide à demander l'aide de la Savoie, pour éviter la disparition complète du marquisat. En échange de cette suzeraineté offerte à Amédée, la Savoie intervient auprès des Milanais pour faire cesser le conflit. Milan restitue même au marquis les terres envahies, quand Venise et Milan font la paix à Ferrare l'année suivante.

## Gestion du comté puis du duché de Savoie

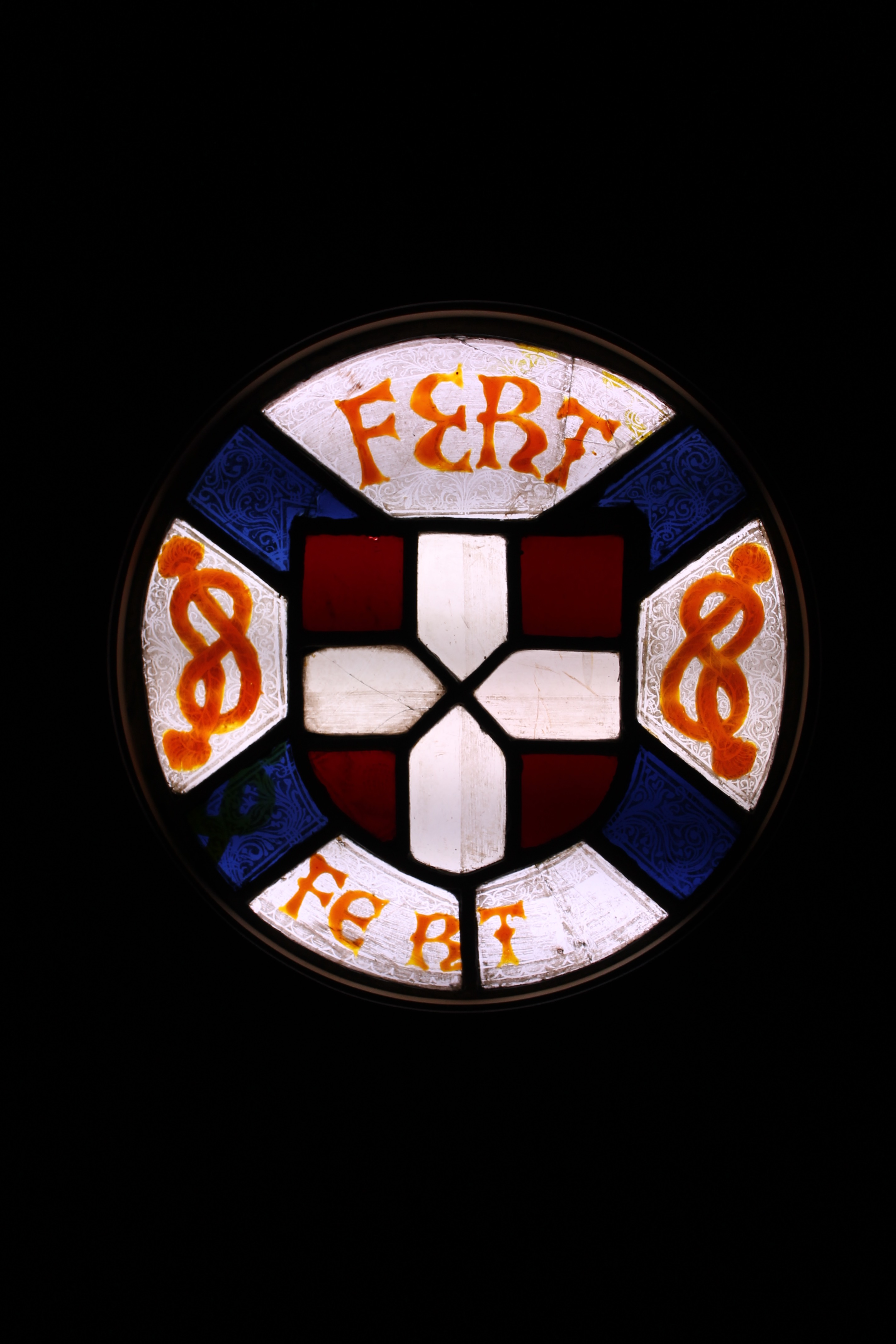
Vitrail aux armes d'Amédée VIII, réalisé par le verrier suisse Janin Loysel (verre et plomb, Collection privée, déposée à la Fondation du château de Ripaille). Au centre, les armes de la maison de Savoie "de gueule à la croix d'argent", entourées de deux nœuds ou lacs d'Amour et de la devise FERT de la famille.

### Les «Statuts de Savoie»
En 1430, Amédée cherche à refondre et d'unifier les multiples lois du duché en promulguant les Statuta Sabaudiae (« Statuts de Savoie ») ou Réformes universelles de Savoie, qui, bien plus qu’une codification administrative et judiciaire, se rapprochent d’une véritable constitution,. C'est une façon pour le prince de mieux contrôler l'ensemble de la société savoyarde à travers des lois détaillées.
Les « Statuts de Savoie » abordent notamment l'aspect religieux. S'il est fait « répression du blasphème, de la sorcellerie et de l'hérésie », les Statuts rappellent les « devoirs d'un chrétien [comme] aller à la messe, ne pas travailler le dimanche et les jours de fête, [de même que de] se tenir convenablement pendant les offices, [ou encore] entretenir les lieux de cultes ».

### Politique économique et monétaire
Les comtes de Savoie ont le droit de battre monnaie depuis les premiers Humbertiens, au XIe siècle. Les historiens attribuent à Amédée VIII l'usage de la croix de Saint-Maurice (c'est-à-dire une croix grecque avec des trèfles aux extrémités de chaque branche) sur ses pièces de monnaie. Dans un article dédié à la question, le numismate suisse Colin Martin (1906-1995) relève que cet usage semble bien antérieur. Il constate également que si les numismates ont eu des difficultés pour l'attribution des pièces de trois comtes successifs portant le même nom, Amédée VI, Amédée VII et Amédée VIII, la plupart portant la mention «  AMEDEVS COMES SABAVDIE », ils ont attribué « les pièces à la devise FERT, aux lacs ou celles à la croix de Saint-Maurice » au comte Amédée VIII. Toutefois, Colin Martin fait observer que ces symboles réunis sont apparus en 1362, avec le comte Amédée VI lors de la création de l'ordre de l'Annonciade et que l'usage doit très probablement remonter au Comte Vert.
Amédée fait émettre un ducat d'or en 1430 (voir photographie ci-avant) le représentant vêtu du manteau et du bonnet ducal, et agenouillé devant saint Maurice, le saint patron de la Savoie.
Le comte concède à Rolle l'ouverture d'un marché en 1425.

### AmédéeVIIIet les Juifs
La présence des Juifs en Savoie relève de deux facteurs, une principauté prospère et une législation favorable. En effet, les comtes de Savoie ont mis en œuvre dès le XIIe siècle et ce jusqu'au XVe siècle une politique considérée généreuse à l'égard de cette communauté. Les Juifs ont dans le comté un statut d'étranger. Leur présence est attestée principalement dans la partie nord du comté, mais leur implantation suit la progression de l'avancée du comte puis du duc en direction du Piémont, à partir du XIVe siècle, puis surtout sous le règne d'Amédée VIII,. La ville de Chambéry possède, dès 1302, un cimetière particulier.
Timoléon Chapperon fait remarquer « Cependant les Princes, qui les faisaient poursuivre lorsqu'ils les trouvaient trop riches [...] & plusieurs de nos comtes et ducs ont eu des Juifs pour médecins en titre avec appointements ». Ainsi Isaac d'Annecy, médecin juif, assiste à la naissance du futur comte Amédée. La politique princière a ainsi une politique ambiguë vis-à-vis de cette communauté, elle oscille entre l'accord d'une protection, mais aussi l'exploitation financière, liée au crédit, fortement taxée par l'administration comtale puis ducale,. À partir des années 1380, la communauté juive ne paye plus un impôt collectif, le censiva casanarum, mais chaque individu paye un cens, la censiva Judeorum.
Avec l'avènement du nouveau comte, la situation des Juifs en Savoie va devenir plus difficile. Amédée est à l'origine d'un « statut des Juifs ». Lors de la promulgation de statuts en 1403, les Juifs perdent tous les acquis obtenus précédemment sous le règne d'Amédée VII. Entre 1416 et 1417, il fait confisquer les livres des Juifs pour qu'ils soient examinés par des censeurs chrétiens. Le 17 janvier 1417, les livres sont livrés au bûcher à Chambéry,,. Dans la décennie suivante, plusieurs procès contre des Juifs ont lieu. Les Statuta Sabaudiae de 1430 poursuivent les différentes dispositions prises à l'égard des juifs en 1403, voire les précises à travers seize articles,. Ainsi, désormais les Juifs doivent s'installer dans des quartiers spécifiques (article 5), porter un signe distinctif, ou encore posséder des boucheries éloignées des boucheries chrétiennes.

## Un prince-croyant
À la suite d'un incendie en 1404, la chapelle du château de Chambéry est détruite. Quatre ans plus tard, des nouveaux travaux sont lancées pour la construction d'une « Chapelle neuve », dans un style gothique flamboyant,. Cette chapelle prendra plus tard le nom de Sainte-Chapelle.

### Les croisades
En 1396, la chevalerie occidentale est appelée à la croisade par le pape Boniface IX, pour combattre contre les Turcs désormais installés dans les Balkans. L'obédience de la Savoie ne va pas à Boniface IX (voir le Grand Schisme d'Occident). Le comté de Savoie participe toutefois par l'envoi de soixante-dix chevaliers, dont le demi-frère du comte, Humbert. Ils accompagnent de nombreux Français, surtout originaires de Bourgogne, et sont vaincus lors du désastre de Nicopolis, (Nicopolis se trouve aujourd'hui en Bulgarie), où les croisés furent vaincus par le sultan Bayezid Ier. De nombreux chevaliers sont faits prisonniers, la Chronique du religieux de Saint-Denys indique « de ce nombre étaient un illustre comte hongrois et un bâtard du feu comte de Savoie ». Le comte paye la rançon le 20 juillet 1402, Humbert rentre durant l'hiver.
Particulièrement pieux, Amédée VIII, peu de temps après son accession au titre ducal en 1416, émet le souhait de se rendre à Jérusalem sur le tombeau du Christ. Toutefois, les vicissitudes d'une existence tumultueuse, déchiré entre l'exercice du pouvoir et l'aspiration au recueillement divin, l'empêcheront de mener à bien ce projet.
En 1426, le sultan d’Égypte Jaqmaq, avec l'accord du sultan ottoman, décide d'envahir l'île de Chypre et base de repli de tous les pirates chrétiens de la Méditerranée orientale. Le roi de Chypre, Janus, fait appel au duc Amédée qui lui envoie son chambellan, Jehan de Compey, seigneur de Thorens et François de la Palu, seigneur de Varembon, à la tête d'une petite armée,. L'armée chrétienne (Chypre, Petite Arménie, Rhodes, Savoie) est vaincue à la bataille de Chérodie (Choirokoitia). Le roi capturé doit sa rançon au duc.
Entre 1426 et 1430, le duc et ses armées sont régulièrement appelés pour défendre la foi chrétienne. Ainsi en 1426, une armée savoyarde se joint aux troupes rassemblées par le pape Martin V et l'empereur Sigismond en vue de combattre les hérétiques hussites. Cette armée, composée de quelques milliers de chevaliers mais surtout d'une majorité de paysans inexpérimentés, retraite sur la Saxe quand les chevaliers sont vaincus à Aussig-sur-Elbe.

### La retraite

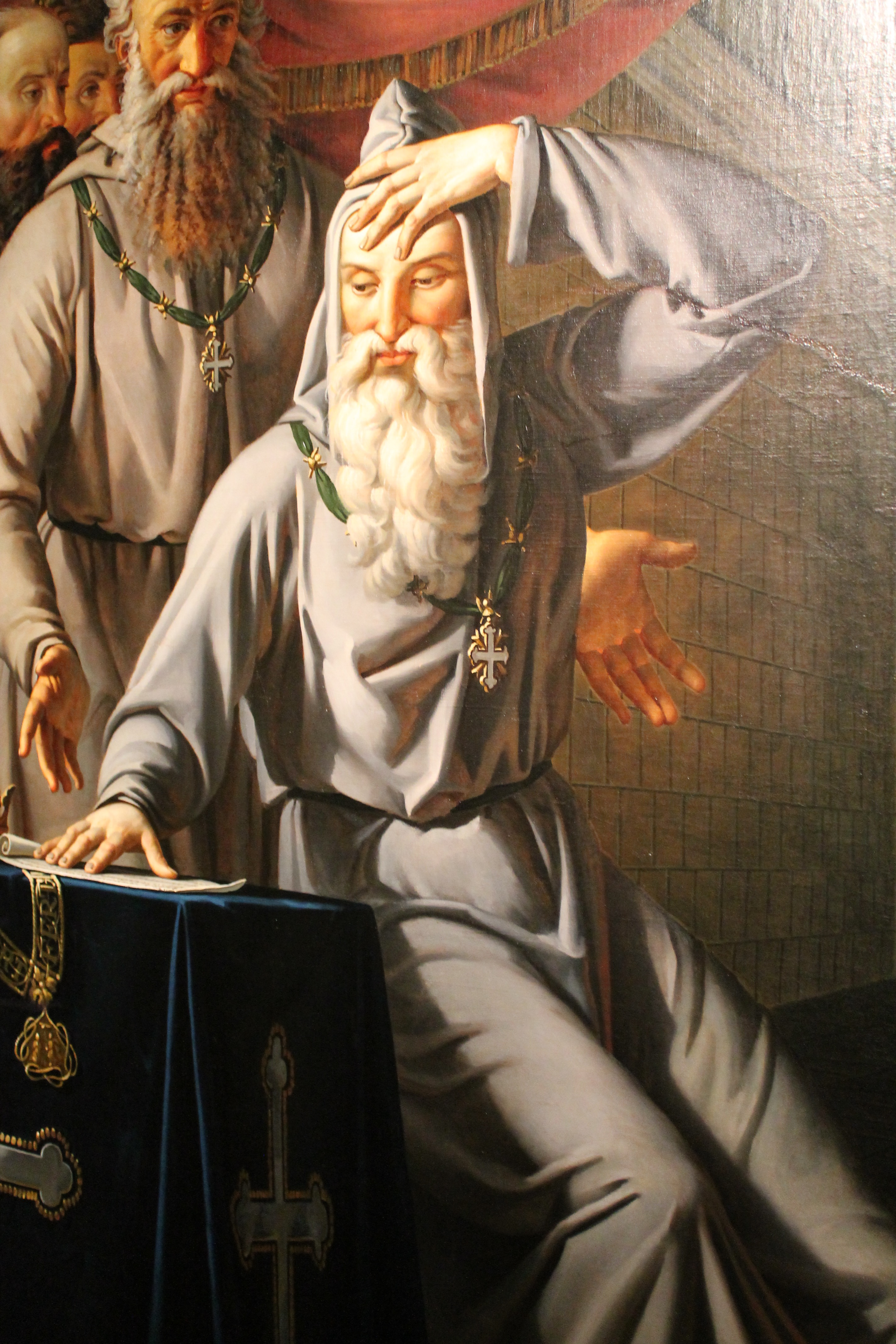
Détails du tableau de Pietro Francesco Rayneri, Amédée VIII recevant la tiare au château de Ripaille, 1816-1823, huile sur toile (Turin, Musei Reali di Torino, Galleria Sabauda). Amédée est représenté en ermite portant une longue robe grise et la barbe.

En 1434, il se retire au château de Ripaille. Pour l'accompagner dans cette retraite, Amédée est accompagné de six chevaliers dont les deux premiers Henri du Colombier et Claude du Saix, ou encore Louis de Chevelu. Ils forment ainsi un ordre qui semble plus religieux bien que militaire, l’ordre de Saint-Maurice. Les chevaliers étant les seuls à vivre avec lui à Ripaille. Ils portent une « grise robe, long mantel et chaperon gris à courte cornette d'un pied ou environ et un bonnet vermeil par-dessous son chaperon et par-dessus ladicte robe, ceinture dorée, et par-dessus le mantel, une croix d'or », selon la chronique d'Enguerrand de Monstrelet. Ils gardent par ailleurs la barbe et les cheveux longs. Ils sont « appelés tantôt « chevaliers de Ripaille », tantôt « chevaliers de Saint-Maurice » ».
Le dimanche 7 novembre 1434, il réunit son conseil et les grands personnages de Savoie à Ripaille,. Ses deux fils sont faits chevalier à cette occasion. Louis devient prince de Piémont et lieutenant général du duché et Philippe Monseigneur est fait comte de Genève. Louis obtient par ailleurs la lieutenance générale du duché, afin qu'il se forme au gouvernement de l'État. Le choix de Louis comme successeur vient du fait que son frère aîné, également prénommé Amédée, héritier présomptif du Duché de Savoie, est mort en 1431.
Le prince Louis de Savoie, nouvel héritier du duché, semble à son père moins doué pour les affaires, et il avait besoin d'être formé. Malgré sa retraite, Amédée a encadré son fils dans la direction du duché, en lui adressant régulièrement des consignes. Il n'a réellement quitté le pouvoir que six ans plus tard, lors de son abdication le 6 janvier 1440, à la suite de son élection en tant que pape par le concile de Bâle.
Deux jours par semaine les chevaliers de Ripaille s'occupent des affaires de la Savoie, et les cinq autres, ils se consacrent à une vie presque monacale.

### L'antipapeFélixV

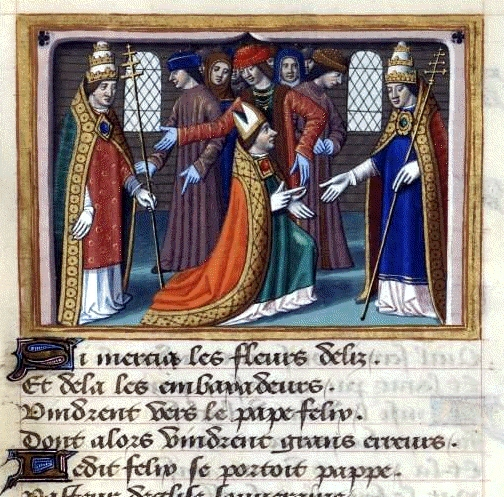
Félix V faisant allégeance à Nicolas V. Miniature issue du manuscrit de Martial d'Auvergne, ', vers 1484, BNF.

Sous le nom de Félix V, Amédée VIII de Savoie fut antipape au temps du concile de Bâle. Sa mitre est exposée dans le trésor de l'Abbaye de Saint-Maurice d’Agaune.
L'élection de Félix V résulte d'une lutte d’influence entre le pape Eugène IV et les membres du concile de Bâle. Après une série de conflits, Eugène IV décide de transférer le concile de Bâle à Ferrare en 1438. Seule une minorité accepte d'abord cette décision et le concile décide de continuer à siéger à Bâle. Le 30 octobre 1439, s'appuyant de manière erronée sur le décret Haec sancta du concile de Constance, la majorité du concile resté à Bâle prétend déposer Eugène IV et élit à sa place Amédée VIII de Savoie, alors âgé de 56 ans, sous le nom de Félix V.
L'antipape Félix V est intronisé le 23 juillet 1440 sur la place de la cathédrale de Bâle. Il prend comme secrétaire Enea Silvio Piccolomini, futur pape Pie II, et qui prit rapidement ses distances avec Bâle.
Félix V se soumet en 1449 au successeur d’Eugène IV, le pape Nicolas V. Son renoncement à la tiare est négocié à Lyon, par les ambassadeurs du roi de France Charles VII, du duc de Savoie Louis Ier, de René d'Anjou, roi titulaire de Sicile, du roi d'Angleterre Henri VI, de l'archevêque de Trêves Jacques de Sierck, de l'archevêque de Cologne Thierry II de Moers et de l'électeur de Saxe Frédéric II.
Félix V met quatre conditions à son abdication :
- Qu'elle doit avoir lieu dans le cadre d'un concile qu'il convoque.
- Qu'il puisse rétablir dans leur dignité, par une bulle, tous les ecclésiastiques qui avaient été punis par Eugène IV et Nicolas V parce qu'ils l'avaient soutenu.
- Qu'il puisse lever, par une bulle, les excommunications qu'il avait fulminées contre des personnes ou des lieux parce qu'elles avaient soutenu Eugène IV et Nicolas V.
- Qu'il puisse confirmer, par une bulle, tout ce qu'il avait décrété pendant la durée de son pontificat discuté.

Après que ces conditions eurent été acceptées et que Nicolas V et le dauphin de Viennois Louis II se furent portés garants de leur exécution, Félix V transfère à Lausanne, le 5 avril 1449, le concile de Bâle où il publie les bulles auxquelles il s'était engagé. Il renonce à la tiare le 7 avril 1449. Les pères du concile y élisent pape Nicolas V, le 19 avril 1449. Il est le dernier antipape officiellement reconnu comme tel par l’Église catholique.

### Une fin de carrière épiscopale symbolique

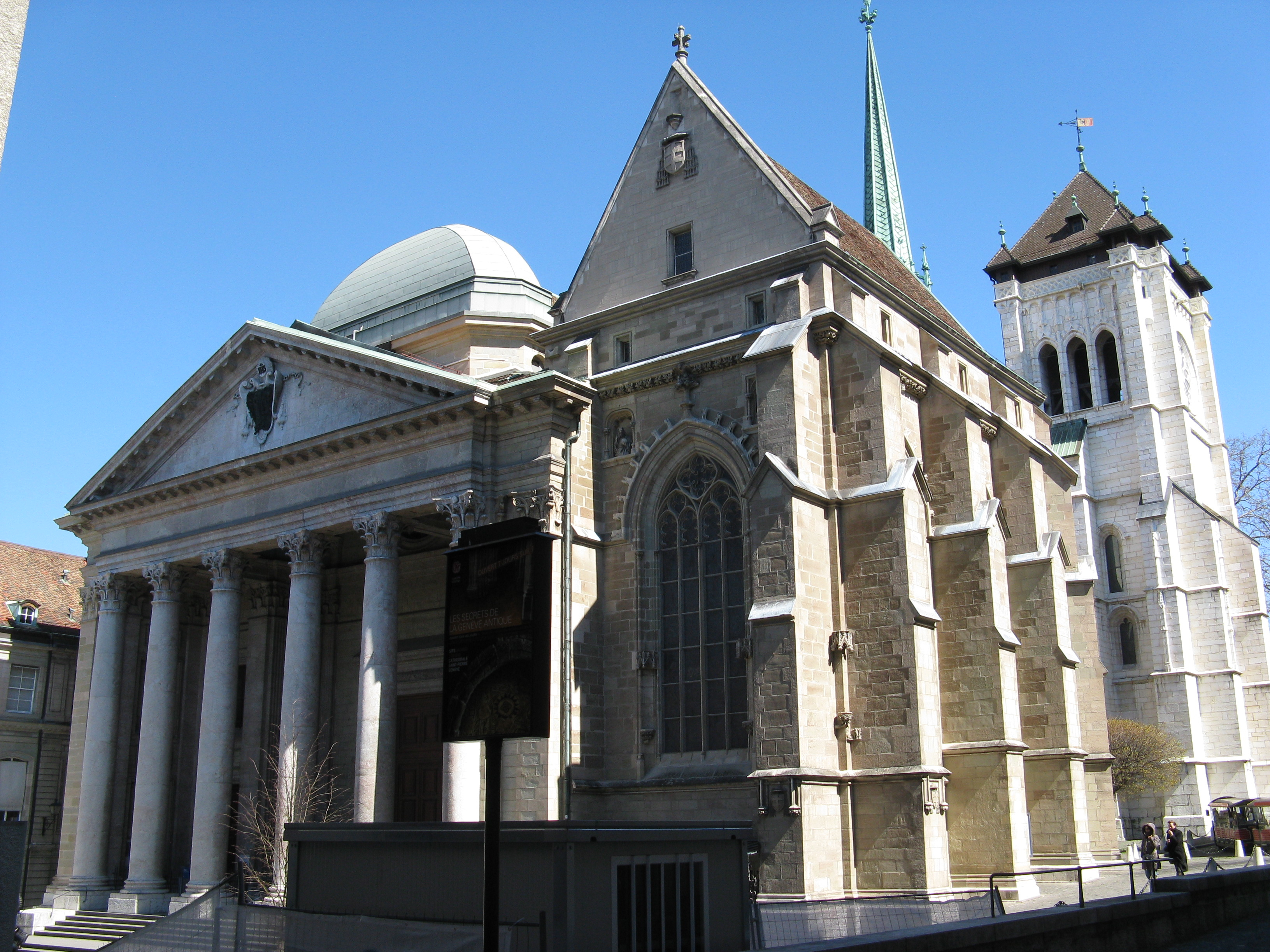
Façade de la cathédrale Saint-Pierre de Genève.

Bien qu'il abdique officiellement en la cathédrale de Lausanne en avril 1449, Amédée reste cardinal et obtient la fonction de légat et vicaire général du Saint-Siège pour le duché de Savoie,,, mais aussi pour une partie du territoire bernois, inclus le diocèse de Lausanne. Ses ambassadeurs présentent son serment d'obéissance au pape à Spolète, le 20 juin 1449. Administrateur depuis 1444 de l'évêché de Genève, qu'il s'est adjugé, il en devient l'évêque en 1449, et nommé au siège suburbicaire de Sainte-Sabine,.
Doyen du Sacré Collège, il se retire dans le prieuré créé par lui à Ripaille.

## Déplacements
Durant ses 43 ans de règne, en dehors de la Savoie, il ne s'aventura que sept fois sur ses terres du Piémont, en passant par la vallée d'Aoste, mais n'alla jamais plus loin que Turin et Ivrée. Il se rendit sur sa terre de Nice (1420) où il embarqua même jusqu'à Villefranche-sur-Mer, mais il n'alla jamais dans ses terres qu'il considérait trop lointaines de Rome, Milan, Venise et Florence.
Il n'aimait pas la haute montagne avec ses reliefs tourmentés, ses neiges, son dur climat, qu'il considérait comme une antichambre de l'enfer, aussi protégea-t-il particulièrement les hospices du col du Grand-Saint-Bernard et du col du Mont-Cenis qui étaient chargés d'héberger les voyageurs aidés dans leur traversée par les marrons (les guides). Il n'aimait pas beaucoup non plus s'aventurer sur le lac Léman, en 1403, il le traversa avec ses sœurs sur une galère d'apparat mue par 25 rameurs. L'été, par belle journée il acceptait de le traverser en barque pour aller à Morges, à Lausanne ou au château de Chillon, sinon il préférait le contourner par la route en chariot tiré par des mules plus calmes que les chevaux.
Il se rendit plusieurs fois à Dijon, ville de son épouse, mais une fois à Avignon (1395), trois fois à Paris (1398, 1401, 1410) mais il refusa d'y retourner. Il y possédait pourtant un bel hôtel résidentiel et aussi un château à Gentilly où son ancêtre Édouard le Libéral mourut en 1329. Il se rendit aussi une fois à Lyon (1415) en descendant le Rhône en barque depuis Seyssel en compagnie de l'empereur Venceslas. Il séjourne au château de Rumilly en 1419.
En Suisse, il se rendit plusieurs fois à Berne et à Fribourg mais refusa en 1414 de se rendre au Concile de Constance qui devait pourtant mettre fin au Grand schisme. En 1427, il passa l'été au château de Saint-Prex. En 1439, il vécut quelque temps à Bâle.
L'escalier à vis du château de Colombier-sur-Morges abrite son portrait présumé qui le montre coiffé de sa tiare. Ce portrait en médaillon est peint à même le mur, à la détrempe sur chaux, sans doute vers la fin du XVe siècle (restauré à la fin du XXe siècle). Henri de Colombier, l'un de ses intimes les plus proches, était en effet l'arrière-grand-père de Jean Donat de Colombier, constructeur du château.

## Mariage et enfants
Amédée de Savoie est marié à l'âge de 10 ans, à Chalon, le 30 octobre 1393, par sa grand-mère, Bonne de Bourbon, à Marie de Bourgogne, âgée de 7 ans. Elle est la fille de Philippe le Hardi (1342-1404), duc de Bourgogne et quatrième fils du roi Jean II de France (1319-1364), et de Marguerite II de Flandre (1350-1405).
De ce mariage sont issus 9 enfants, (le site de généalogie Foundation for Medieval Genealogy ajoute deux enfants) :
1. Marguerite (I) (1405-1418), morte à 13 ans ;
2. Antoine (I) (1407-1407), mort à 3 mois[Note 5] ;
3. Antoine (II) (1408-1408), mort avant l'âge de un an[Note 6] ;
4. Marie (Maria) (1411-1469). Elle épouse le 2 décembre 1427, Philippe Marie Visconti (1392-1447), duc de Milan[94],[95] ;
5. Amédée (1412-1431), héritier présomptif du trône de Savoie, prince de Piémont, mort à l'âge de 19 ans, sans alliance ni postérité[Note 7] ;
6. Louis (1413-1465), qui succède, en 1440, à son père, élu pape sous le nom de Félix V. Il devient duc et souverain des États de Savoie sous le nom de Louis Ier de Savoie. De son mariage avec Anne de Lusignan (1419-1462), princesse de Chypre, il eut 18 enfants, dont l'aîné, Amédée (1425-1472), dit le Bienheureux, lui succède ;
7. Bonne (1415-1430), morte à l'âge de 15 ans, fiancée, à l'âge de 10 ans (janvier 1426), à François de Bretagne, devenu comte de Montfort l'année suivante[97],[92],[95] ;
8. Philippe (1417-1444), mort à l'âge de 27 ans, sans alliance ni postérité, comte apanagiste de Genève[Note 8] ;
9. Marguerite (II) (1420-1479). Elle épouse en premières noces, en 1432, Louis III d'Anjou (1403-1434), duc d’Anjou et comte de Provence ; en deuxièmes noces, en 1445, Louis IV von Vittelbach (1424-1449), électeur palatin ; en troisièmes noces, Ulrich V de Wurtemberg (1413-1480), comte de Wurtemberg[95].

Aucun enfant illégitime connu.

## Mort et testament
Amédée meurt le jeudi 7 janvier 1451,, à Genève. Il est enterré dans le chœur du « prieuré » de Ripaille,.
Amédée a rédigé son testament le 6 décembre 1439,, soit entre la date de son élection du 6 novembre et son acceptation le 17 décembre. Le texte contient essentiellement les directives pour ses funérailles,. Au-delà des précisions traditionnelles, il indique qu'il souhaite que son cœur soit mis dans le prieuré de Ripaille et que sa dépouille soit placée en l'abbaye d'Hautecombe, qui est la nécropole des Savoie,, depuis 1233 :

« Quant à mon corps, à l'exception du cœur, par son testament, ce même duc désire et ordonne qu'il soit déferré et conduit honorablement au monastère de Hautecombe de l'ordre des Cisterciens dans la chapelle qui se trouve dans l'église anciennement fondée en souvenir de mes prédécesseurs, à savoir dans le sépulcre de mes parents dans lequel il reposera ; que ce corps soit inhumé, que de nombreuses messes soient célébrées, accompagnées d'aumônes et de prières ; où que soit le testateur, que son corps soit enseveli dans ce lieu. »

— Bernard Andenmatten, Agostino Paravicini Bagliani, « Le testament d'Amédée VIII ».
Il prévoit notamment l'organisation de 3 000 messes et une quantité de 800 cierges et 500 petites chandelles afin d'éclairer son corps. Il envisage de nombreux dons aux principales abbayes du duché Saint-Maurice d'Agaune, Hautecombe et la chartreuse de Pierre-Châtel. Il gratifie également la Sainte-Chapelle de Chambéry, le prieuré de Ripaille, mais aussi l'ordre des Saints-Maurice qu'il a fondé en 1434. D'autres institutions bénéficient des largesses du comte. On estime que seulement 5 % des distributions prévues ont été réalisées.
Le lendemain de sa mort, « trois cents messes furent célébrées en la cathédrale de Genève ». Le 9, le corps est transporté à Ripaille « où, après une cérémonie expédiée en toute hâte », et il est enterré « dans un cercueil de plomb »,.
Lors de l'invasion de la partie nord du duché de Savoie (Chablais et Faucigny) par les Bernois de 1536, son tombeau est détruit. Ses ossements, « recueillis par un gentilhomme d'Évian », du nom de Merlinge, et conservés secrètement jusqu'à ce qu'ils soient remis duc Emmanuel-Philibert et transférés dans la cathédrale de Saint-Jean de Turin, en 1576,.